# Сока, Лорен
Ло́рен Мари́ Со́ка (англ. Lauren Marie Socha, род. 9 июня 1990, Дерби, Англия, Великобритания) — английская актриса. Обладательница телевизионной премии BAFTA за роль Келли в телесериале «Плохие».

## Ранние годы
Родилась 9 июня 1990 года в городе Дерби в семье Роберта Сока и Кэтлин Лионс. Её отец, Роберт Сока, имел польское происхождение (фамилия буквально означает общеславянское «соха́»). Её родители развелись, а отец имел длительные проблемы с алкоголем. Роберт Сока умер в 2004 году в результате сердечного приступа, вызванного алкоголем. У Лорен есть старший брат — Майкл Сока, тоже актёр. Отучилась в школе Св. Бенедикта, а затем и в Бёртонском колледже. Параллельно ходила на уроки пения. Переехав в Ноттингем, Лорен начала посещать курсы актёрского мастерства Яна Смита.

## Карьера
В пятнадцать лет снялась в музыкальном клипе на песню «When the Sun Goes Down» группы Arctic Monkeys, клип основан на короткометражке «Подлец».
В мае 2010 года Лорен была номинирована на телевизионную премию BAFTA как лучшая актриса второго плана в режиссёрском дебюте Саманты Мортон — фильме «Нелюбимая». В мае 2011 года выиграла телевизионную премию BAFTA как лучшая актриса второго плана за роль Келли в телесериале «Плохие».
В 2011 году Лорен приняла участие в образовательном проекте BBC «Off By Heart Shakespeare», где сыграла роль Джульетты из «Ромео и Джульетты».

## Личная жизнь
Лорен живёт в Дерби. У неё есть три татуировки: три звезды на шее, бант на спине и инициалы со звездой на запястье.
23 января 2012 года актрисе было предъявлено обвинение в «расовом нападении при отягчающих обстоятельствах» в связи с тем, что она оскорбила водителя такси Сакандера Икбала в центре города Дерби, после проведения 9 часов в пабе. 2 мая 2012 года Лорен признала себя виновной, и суд приговорил её к четырём месяцам тюремного заключения.
18 апреля 2016 года Лорен родила девочку, Рини-Рей Рейнсфорд.

## Фильмография
| Год       |     | Русское название            | Оригинальное название    | Роль                   |
| --------- | --- | --------------------------- | ------------------------ | ---------------------- |
| 2006      | кор | Подлец                      | Scummy Man               | Нина                   |
| 2009      | тф  | Нелюбимая                   | The Unloved              | Лорен                  |
| 2009—2013 | с   | Плохие                      | Misfits                  | Келли Бэйли            |
| 2010      | с   | Блудные дочери              | Five Daughters           | Дауни                  |
| 2010      | кор | Потерявшийся                | Missing                  | Сара                   |
| 2011      | кор | Ребёнок                     | The Child                | Мэрилин Монро          |
| 2011      | кор | Отбросы: Эрейзер            | Misfits Erazer           | Келли Бэйли            |
| 2012      | с   | Убийство: Совместное деяние | Murder: Joint Enterprise | Дина                   |
| 2013      | с   | Плебеи                      | Plebs                    | Аманда                 |
| 2015—2017 | с   | Катастрофа                  | Catastrophe              | Анна                   |
| 2015      | ф   | Сарай мертвых               | Shed of the Dead         | Бобби                  |
| 2017      | с   | Другая                      | The Other One            | Кетрин "Кошка" Уолкотт |